# قائمة مكتبات إسطنبول
هذا ثبت لمكتبات مدينة إسطنبول:
- مكتبة راغب باشا
- مكتبة السليمانية
- مكتبة عاطف أفندي
- مكتبة النور العثمانية
- مكتبة كوبرولو
- مكتبة متحف قصر طوب قابي
- مكتبة ملليت